# Campionato di calcio della Repubblica Socialista Sovietica d'Estonia 1968
Il Campionato di calcio della Repubblica Socialista Sovietica d'Estonia 1968 era la massima divisione del campionato estone ed era un campionato regionale sovietico. La vittoria finale andò al BLTSK che vinse il nono titolo della sua storia.

## Formula
Era formato da dodici squadre: ogni formazione si incontrava le altre in gironi di andata e ritorno, per un totale di 22 incontri. Erano previsti due punti per la vittoria e uno per il pareggio.

## Classifica finale
|    | Classifica finale         | G  | V  | N | P  | GF | GS | Dif | Pt |
| -- | ------------------------- | -- | -- | - | -- | -- | -- | --- | -- |
| 1  | BLTSK                     | 22 | 16 | 5 | 1  | 51 | 10 | +41 | 37 |
| 2  | Norma Tallinn             | 22 | 15 | 5 | 2  | 54 | 18 | +36 | 35 |
| 3  | Start Tallinn             | 22 | 12 | 4 | 6  | 37 | 23 | +14 | 28 |
| 4  | Tekstiil Tallinn          | 22 | 10 | 6 | 9  | 35 | 36 | -1  | 26 |
| 5  | Kreenholm Narva           | 22 | 8  | 5 | 9  | 39 | 35 | +4  | 21 |
| 6  | PK Kohtla-Järve           | 22 | 8  | 5 | 9  | 24 | 34 | -10 | 21 |
| 7  | Tempo Tallinn             | 22 | 7  | 6 | 9  | 33 | 38 | -5  | 20 |
| 8  | Kalev Ülemiste            | 22 | 6  | 6 | 10 | 31 | 39 | -8  | 18 |
| 9  | Kaevur Jõhvi Kohtla-Järve | 22 | 3  | 9 | 10 | 14 | 27 | -13 | 15 |
| 10 | Kalev Sillamäe            | 22 | 5  | 5 | 12 | 22 | 48 | -26 | 15 |
| 11 | Energeetik Narva          | 22 | 5  | 4 | 13 | 23 | 38 | -15 | 14 |
| 12 | RT Tartu                  | 22 | 3  | 8 | 11 | 27 | 44 | -17 | 14 |

G = Partite giocate; V = Vittorie; N = Nulle/Pareggi; P = Perse; GF = Goal fatti; GS = Goal subiti; Dif = differenza reti; 